# Ligne Meitetsu Kōwa
La ligne Meitetsu Kōwa (名鉄河和線, Meitetsu Kōwa-sen) est une ligne ferroviaire de la compagnie privée Meitetsu située dans la préfecture d'Aichi au Japon. Elle relie la gare d'Ōtagawa à Tōkai à la gare de Kōwa à Mihama.

## Histoire
La ligne est ouverte par étapes entre 1931 et 1935 par la compagnie Chita Electric Railway.

## Caractéristiques

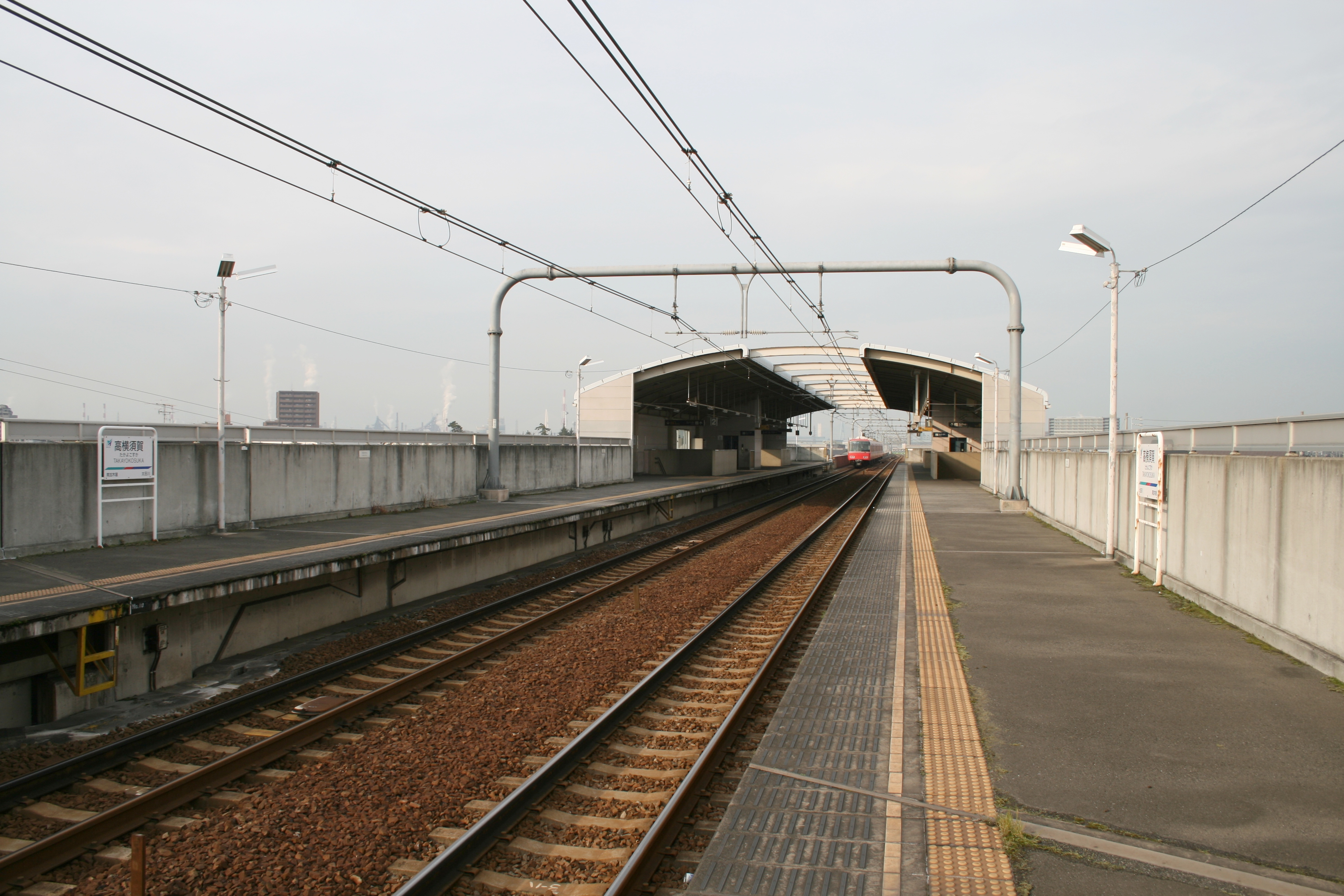
La ligne à Takayokosuka.

### Ligne
- écartement des voies : 1 067 mm
- nombre de voies : 2 (sauf entre Kōwaguchi et Kōwa où la voie est unique)
- électrification : 1 500 V cc par caténaire

### Liste des gares
La ligne comporte 20 gares.
| Numéro | Gare             | Nom japonais | Distance (km) | Correspondances                      | Localisation |
| ------ | ---------------- | ------------ | ------------- | ------------------------------------ | ------------ |
| TA09   | Ōtagawa          | 太田川       | 0             | Meitetsu : Tokoname (interconnexion) | Tōkai        |
| KC01   | Takayokosuka     | 高横須賀     | 1,3           |                                      | Tōkai        |
| KC02   | Kagiya-nakanoike | 加木屋中ノ池 | 2,7           |                                      | Tōkai        |
| KC03   | Minami Kagiya    | 南加木屋     | 4,1           |                                      | Tōkai        |
| KC04   | Yawata-shinden   | 八幡新田     | 5,9           |                                      | Tōkai        |
| KC05   | Tatsumigaoka     | 巽ヶ丘       | 7,1           |                                      | Chita        |
| KC06   | Shirasawa        | 白沢         | 7,9           |                                      | Agui         |
| KC07   | Sakabe           | 坂部         | 9,5           |                                      | Agui         |
| KC08   | Agui             | 阿久比       | 10,6          |                                      | Agui         |
| KC09   | Uedai            | 植大         | 12,2          |                                      | Agui         |
| KC10   | Handaguchi       | 半田口       | 13,2          |                                      | Handa        |
| KC11   | Sumiyoshichō     | 住吉町       | 14,0          |                                      | Handa        |
| KC12   | Chita Handa      | 知多半田     | 14,8          | JR Central : Taketoyo (à Handa)      | Handa        |
| KC13   | Narawa           | 成岩         | 15,8          |                                      | Handa        |
| KC14   | Aoyama (ja)      | 青山         | 16,8          |                                      | Handa        |
| KC15   | Age              | 上ゲ         | 19,0          |                                      | Taketoyo     |
| KC16   | Chita Taketoyo   | 知多武豊     | 19,8          |                                      | Taketoyo     |
| KC17   | Fuki             | 富貴         | 22,3          | Meitetsu : Chita (interconnexion)    | Taketoyo     |
| KC18   | Kōwaguchi        | 河和口       | 25,8          |                                      | Mihama       |
| KC19   | Kōwa             | 河和         | 28,8          |                                      | Mihama       |